# 太平镇 (南平市)
太平镇是中国福建省南平市延平区下辖的一个镇。

## 名称由来
太平镇政府驻太平社区，因驻地村而得名。

## 行政区划
太平镇共辖1个社区、14个行政村，分别是：
太平社区、刘家村、南溪村、九潭村、九风村、际洋村、葫芦山村、岳溪村、杨厝村、曾厝村、西山村、杉岭村、太平村、儒罗村、西后村。